# La Soledad el Guarda
La Soledad el Guarda är en ort i kommunen San José del Rincón i delstaten Mexiko i Mexiko. Samhället hade 204 invånare vid folkräkningen 2020.